# Lisove, Brodî
Lisove (în ucraineană Лісове) este un sat în comuna Leșniv din raionul Brodî, regiunea Liov, Ucraina.

## Demografie
Componența lingvistică a localității Lisove
     Ucraineană (100%)
Conform recensământului din 2001, toată populația localității Lisove era vorbitoare de ucraineană (100%).